# Marco Guida
Marco Guida (nascut el 7 de juny de 1981) és un àrbitre de futbol italià que arbitra a la Sèrie A. És àrbitre de la FIFA des del 2014 i està classificat com a àrbitre de la categoria elit de la UEFA.

## Carrera arbitral
El 2010, Guida va començar a oficiar a la Sèrie A. El seu primer partit com a àrbitre va ser el 31 de gener de 2010 entre el ChievoVerona i el Bolonya. El 2014, va ser inclòs a la llista d'àrbitres de la FIFA. El seu primer partit continental sènior com a àrbitre va ser el 17 de juliol de 2014, un partit entre el club búlgar Botev Plovdiv i el club austríac St. Pölten a la segona ronda de classificació de la UEFA Europa League. Va oficiar el seu primer partit internacional sènior el 4 de setembre de 2014 entre Croàcia i Xipre. També va oficiar a la Super League xinesa el 2018.
L'abril de 2024, Guida va ser seleccionat per oficiar a la UEFA Euro 2024 a Alemanya.